# Katrina Devine
Katrina Devine (ur. 21 kwietnia 1980 w Irlandii Północnej) – nowozelandzka aktorka filmowa i telewizyjna pochodzenia irlandzkiego, była aktorka dziecięca. Znana jest z takich ról jak Minnie Crozier w operze mydlanej Shortland Street, Marah w serialu Power Rangers Ninja Storm i Cassidy Cornell w serialu Power Rangers Dino Grzmot.
W 2006 roku przeprowadziła się do Kanady.
W 2010 roku zerwała z zawodem aktorki.

## Życie prywatne
W 2001 roku poślubiła Blaira Stranga (z którym występowała w serialu Shortland Street), jednak później doszło między nimi do separacji, a potem do rozwodu.

## Wybrana filmografia
- 1994–2001: Shortland Street – Minnie Crozier
- 2001: Xena: Wojownicza księżniczka – Nicha
- 2002: Atomowa burza – Gloria
- 2003: Power Rangers Ninja Storm – Marah
- 2004: Power Rangers Dino Grzmot –
  - Cassidy Cornell,
  - Marah